# 貝瑪林巴

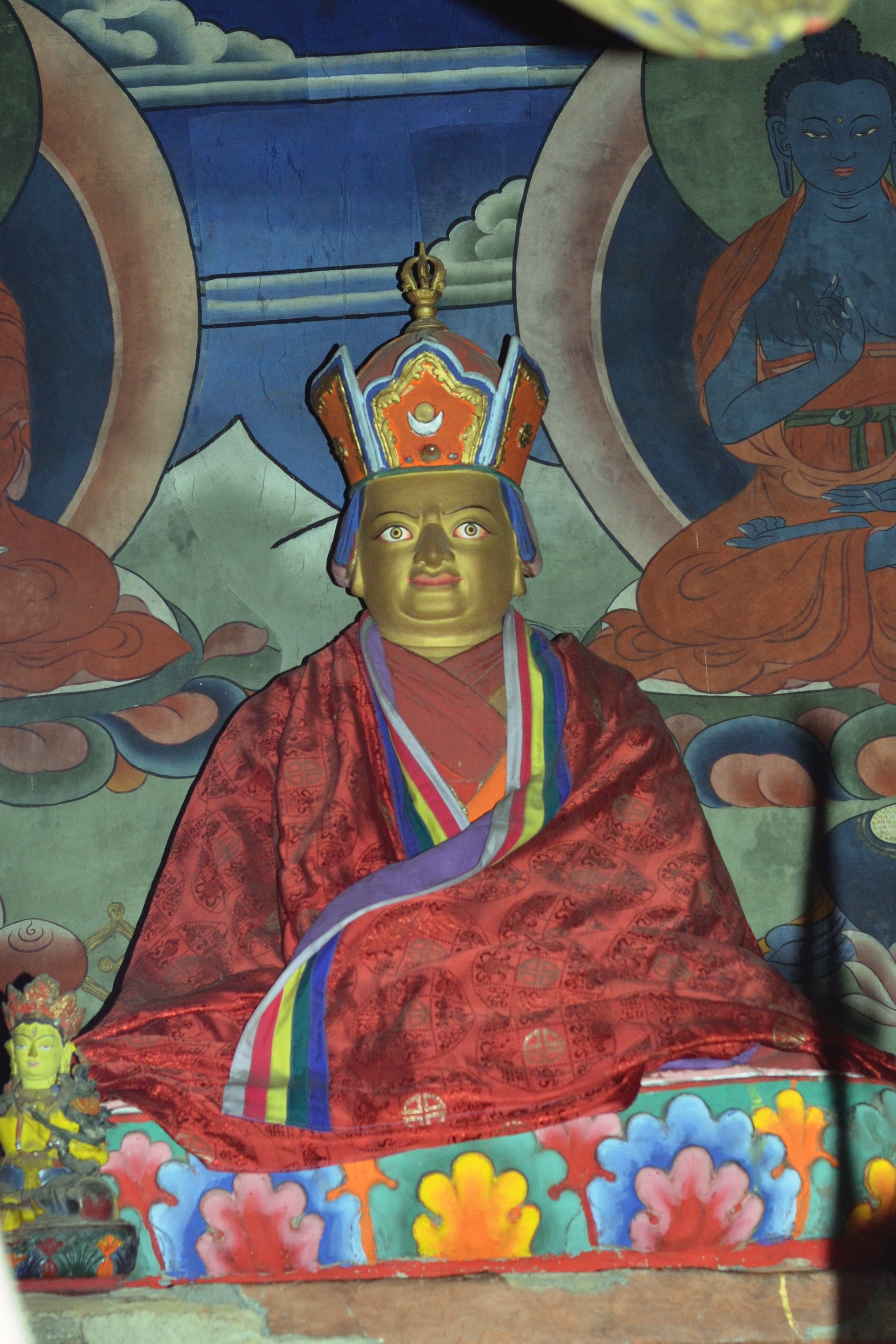
不丹佛寺中的貝瑪林巴像

貝瑪林巴（藏語：པདྨ་གླིང་པ་，威利转写：pad+ma gling pa，THL：pema lingpa，1450年—1521年），又譯白玛林巴，全名为鄔金貝瑪林巴，藏传佛教宁玛派的著名伏藏师，龙钦巴的化身，为“伏藏五王”之一。他是不丹佛教中最重要的上师之一，地位仅次于莲花生。
貝瑪林巴出生于西藏南部门隅本塘（今位于不丹）的宁氏家族。在《宁玛教派源流》记载的传奇事迹中，他曾见到莲花生并得加持，还获得了记载108部伏藏的《伏藏目录》。据传，他一生曾在33处发掘到伏藏。1501年，他在本塘地方建立了淡心寺，现今仍是不丹最重要的宁玛派寺庙。
貝瑪林巴圆寂后有身、语、意三个转世传承世系，至今都仍在不丹传承。
当今的不丹王室旺楚克家族是貝瑪林巴的后裔。此外，第六世达赖喇嘛仓央嘉措是貝瑪林巴之弟乌金桑布的第十世孙。